# Norbert Degoas
Norbert Degoas (San Antonio Oeste, 12 de abril de 1936-Mar del Plata, 9 de septiembre de 2013) fue el seudónimo de Norberto Carrodegoas, un periodista, locutor y publicista argentino.

## Carrera
Nacido en San Antonio Oeste, Degoas estuvo radicado muchos años en Punta Alta y tuvo un gran auge en la radiofonía de su ciudad natal en las décadas de 1960 y 1970. Tuvo una extensa trayectoria en los medios de comunicación y una larga lista de publicidades que lo hicieron conocido en toda la Argentina.
Comenzó su carrera en LU7 Radio General San Martín de Bahía Blanca, en donde presentaba temas musicales.
Luego pasó por los ciclos Palacio de las estrellas y El desán Show, que dejaron su huella en el éter de la ciudad bonaerense y sus alrededores. También condujo El clan de la esquina musical en Radio Del Sur.
En los años 1980 pasó a formar parte de la pantalla chica junto a Adolfo Castelo, Raúl Becerra y Nicolás Repetto entre otros, en el programa periodístico – humorístico Semanario insólito (1983), que se emitía los domingos por Canal 7. En este programa se lo definió como un "Insólito de verdad". 
El programa de radio que más éxito tuvo fue sin lugar a dudas Noche de 5 Estrellas que, auspiciado por "El Condor Estrella, una luz azul en el camino" impuso la frase "Más que un programa de radio, un estado de animo". La propuesta cambió de emisoras con los años pero se convirtió en un programa de culto, muy escuchado por los jóvenes de la época. La cortina musical del programa era el tema "Rataplán" y un Degoas con voz grave y sensual susurraba la melodía al micrófono. El test de rapidez mental era parte de la interacción con el público y la selección musical hacia de este un programa único en su especie. 
También produjo el primer programa de radio de rock en tira del país donde se podían escuchar las mejores bandas internacionales y nacionales de rock. El nombre comenzó siendo 1962 por el surgimiento de los Beatles, pero paso a llamarse Mil Novecientos Sesenta y Rock. 
En 1984 decidió emprender suerte en Estados Unidos y a la semana de llegar fue contratado como Estrella Exclusiva por la cadena de habla hispana Telemundo. Comenzó como "Weather Man" dando las noticias del tiempo en el primer noticiero en español del país. Con esto se convirtió en el primer weather man de la historia de la televisión en español en Estados Unidos. Su estilo desfachatado y fuera de lo común marcó a la audiencia de tal manera que sintonizaban su reporte del tiempo aunque no hablaran español. En el mismo canal creó el micro-programa de alto impacto publicitario Club 52 que se emitía durante todo el día y realizaba concursos regalando un auto por semana.
Dentro de las numerosas publicidades en las que plasmo su simpatía y voz se destacan Adelgamate, Aragone,  El Cóndor, Rizzo, Spring Up, La Paulina, 75- 1111, entre muchas otras.
En los últimos años su imagen se hizo aún más popular porque las publicidades que creaba y protagonizaba comenzaron a difundirse por internet.
Uno de sus últimos trabajos fue un vídeo para el grupo de música Onda Vaga, para la presentación de su recital el 20 de agosto en el Luna Park de Buenos Aires. 
También incursionó en la actividad comercial en Bahía Blanca, donde regenteó la disquería denominada Discomanías Toty's, en el acceso a la Galería Plaza, y que tenía una sucursal en la vecina localidad de Punta Alta.

## Fallecimiento
Cerca del mediodía del lunes 2 de septiembre de 2013, Degoas salió de su casa para realizar unas compras en un negocio ubicado sobre calle Alem en la zona de Playa Grande. En el momento que cruzaba la calle Saavedra, el publicista fue atropellado por un automóvil, Chevrolet Spark, conducido por Elizabeth Riadigos (esposa de Julio Riadigos, dueño de las farmacias Riadigos) sufriendo un traumatismo interno al impactar contra el pavimento. Como cuando la ambulancia llegó él estaba consciente se pensó en un accidente menor, sin embargo en el "Hospital Interzonal General de Agudos Oscar Alende" (HIGA), debió ser operado de urgencia donde fue inducido a un coma farmacológico. Estuvo una semana en terapia intensiva, falleciendo el lunes 9 a las 17.30, debido a un paro cardiorrespiratorio. Sus restos descansan en el Cementerio de la Loma, Mar del Plata.
En el momento de su deceso Norbert Degoas tenía 77 años.

## Premios y distinciones
- En reconocimiento a su trabajo, el sábado 14 de septiembre de 2013, los estudiantes de periodismo del Instituto Deportea le dedicaron el Premio "Al maestro con cariño".
- El Consejo de Ciencias Económicas de la Provincia de Buenos Aires le entregó el Premio Caduceo Post- Mortem por su Labor en Locución Comercial en septiembre de 2015.
- En honor y reconocimiento a su trabajo el colectivo de artistas y evento La Prosa Mutante realizó el jueves 19 de septiembre de 2013 una edición especial llamada "Norbert Degoas in the Sky with Gremlins Prosa Mutante nº 37". Además de la participación de escritores, músicos, actores y actrices, fotógrafos y otros artistas se realizaron sorteos de DVD con vídeos de Degoas, calcomanías, y pósteres.[6]
- En 2016 los directores Mariano Cohn y Gastón Duprat incluyeron a modo de homenaje dos de sus publicidades en el film "El Ciudadano Ilustre".
- El 12 de abril de 2019 el Honorable Consejo Deliberante de General Pueyrredon lo distinguió como Ciudadano Ilustre.